# Sylvain Ilboudo
Sylvain Tanga Ilboudo ist ein burkinischer Straßenradrennfahrer.
Sylvain Ilboudo gewann 2005 bei der Tour de l’Or Blanc die dritte Etappe nach Lahota und konnte so auch die Gesamtwertung für sich entscheiden. In der Saison 2007 wurde er Dritter im Straßenrennen der burkinischen Meisterschaft. Später gewann er die sechste Etappe der Tour du Faso nach Bobo-Dioulasso. Im nächsten Jahr wurde Ilboudo einmal Etappenzweiter bei der Boucle du Coton und er wurde wieder Dritter bei der nationalen Straßenradmeisterschaft.

## Erfolge
2007
- eine Etappe Tour du Faso